# Toga (Vanuatu)
Toga è un'isola dell'Oceano Pacifico, nello Stato di Vanuatu nella provincia di Torba.

## Geografia

### Territorio
L’isola di Toga è la più meridionale delle isole Torres nella provincia di Torba e si trova a sud dell'isola di Lo. L'isola è circondata da una stretta barriera corallina che si inabissa rapidamente al largo in acque profonde. Il lato orientale dell'isola sale dolcemente verso l'interno con tre livelli di altitudine crescente fino a raggiungere i 240 m sul livello del mare (Mt Lemeura, un piccolo altopiano). L’isola è spesso soggetta a frequenti cicloni e terremoti. Il clima a Toga è tropicale umido. La piovosità media annua è di circa 4000 mm

### Fauna
I barbagianni sono noti per vivere nella zona. Furono trovate molte ossa appartenenti a questa famiglia di gufi in una grotta a Toga, queste ossa sono state esaminate dagli scienziati. Dalle analisi si è potuto intuire che le loro prede predilette siano gechi e ratti.

## Popolazione
Toga è l’isola più popolata delle isole Torres, con circa 270 abitanti. Parlano il dialetto Toga della lingua Lo-Toga. La popolazione vive in due villaggi: Liqal [liˈkḍal] e Litew [liˈtəw]. Un antico villaggio, ora abbandonato, si chiamava Qururetaqō [kệurʉrətakĉo].

## Nome
Il nome Toga [toɣa] deriva dalla lingua mota, che fu usata come lingua principale della missione melanesiana. Localmente, l'isola è chiamata Toge [ˈtɔɣə] in Lo-Toga e in Hiw (Due delle lingue oceaniche parlate nell'isola).